# Chiesa di Sant'Antonio Abate (Vallecrosia)
La chiesa di Sant'Antonio Abate è un luogo di culto cattolico situato nella frazione di Vallecrosia Alta nel comune di Vallecrosia, in provincia di Imperia. La chiesa è sede della parrocchia omonima della diocesi di Ventimiglia-San Remo.

## Storia e descrizione
La fondazione del primo edificio religioso probabilmente avvenne nel periodo tardo medievale. La struttura attuale, invece, risale al rifacimento nello stile architettonico barocco avvenuto nel corso del 1737; la facciata, ultimata nel 1786, presenta stucchi e statue di Pietro Lucchesi e Pietro Notari. L'interno della chiesa, ad unica navata, è anch'esso barocco. L'edificio venne consacrato nel 1737 dal vescovo di Ventimiglia-Sanremo monsignor Antonio Maria Bacigalupi.
Tra le opere conservate il dipinto della Madonna del Rosario, datata al 1675 e opera del pittore Giovanni Battista Casoni. Oltre alla raffigurazione mariana, l'opera ha la particolarità della presenza nel dipinto della stessa chiesa parrocchiale così come si presentava prima del suo rifacimento barocco.
Altre opere e arredi sacri sono un crocifisso in marmo policromo intarsiato e la statua della Vergine Maria, entrambe realizzate nel XVIII secolo da Giovanni Maragliano; in sagrestia è conservato un altro crocifisso in legno datato tra il XIV e XV secolo. L'organo della chiesa venne acquistato nel 1679.
Il retrostante campanile, dalla cupola quadrangolare, ha un orologio donato dagli eredi del benefattore locale Marco Lamberti.